# Льокенгауз
Льокенгауз (нім. Lockenhaus) — ярмаркова громада округу Оберпуллендорф у землі Бургенланд, Австрія.
Льокенгауз лежить на висоті  336 м над рівнем моря і займає площу  58,9 км². Громада налічує 2014 мешканців. 
Густота населення 34/км².  
Поряд стоїть замок Льокенгауз.
|                                     |
| Льокенгауз на мапі округу та землі. |

 Адреса управління громади: Hauptplatz 10, 7442 Lockenhaus.

## Демографія
Історична динаміка населення міста за даними сайту Statistik Austria

## Виноски
1. ↑  Dauersiedlungsraum der Gemeinden Politischen Bezirke und Bundesländer - Gebietsstand 1.1.2018 — Статистичне управління Австрії.
2. ↑  Einwohnerzahl 1.1.2018 nach Gemeinden mit Status, Gebietsstand 1.1.2018 — Статистичне управління Австрії.
3. ↑  www.lockenhaus.at. Архів оригіналу за 13 березня 2022. Процитовано 15 березня 2022.
4. ↑  Gemeindedaten von Lockenhaus. Архів оригіналу за 29 вересня 2007. Процитовано 9 листопада 2013.

| Австрія | Це незавершена стаття з географії Австрії. Ви можете допомогти проєкту, виправивши або дописавши її. |